# Upp o hoppa
Upp o hoppa var ett av bidragen i Melodifestivalen 2008. Låten, vars titel ändrades från arbetsnamnet Leva livet, framfördes av Frida Muranius, sångerska från Skåne, och Headline (Lariemar Krokvik), rappare från Sala. I den tredje deltävlingen 23 februari 2008 tog sig låten till final i Globen den 15 mars samma år.
I finalen fick låten sex poäng av jurygruppen från Malmö, och den hamnade till slut på tionde plats.

## Singeln
Singeln "Upp o hoppa" släpptes den 12 mars 2008 och nådde som högst nionde plats på den svenska singellistan. Den 30 mars 2008 gick melodin in på Svensktoppen, på listans nionde plats. Besöket på Svensktoppen varade dock bara en vecka .

### Låtlista
1. Upp o hoppa (singelversion)
2. Upp o hoppa (PJ Harmony remix)
3. Upp o hoppa (PJ Harmony club remix)
4. Upp o hoppa (karaokeversion)

### Listplaceringar
| Lista (2008) | Topplacering |
| ------------ | ------------ |
| Sverige      | 9            |